# 고양 독산 봉수대지
고양 독산 봉수대지(高陽 禿山 烽燧臺址)는 대한민국 경기도 고양시 일산동구 문봉동에 있는 봉수대지이다. 2003년 9월 4일 경기도의 기념물 제193호로 지정되었다.

## 개요
독산봉수는 조선시대 봉수제의 제3거 내지봉수 직봉의 마지막 봉수이다. 북쪽으로 파주 봉암리의 대산봉수를 받아 남쪽으로 서울의 무악봉수에 신호를 전달하였다. 독산봉수의 설치시기는 『세종실록』 『地理志』에 봉화명으로 기록되어 있는 것으로 보아 고려 초기 봉수제의 성립과 더불어 설치되었거나 혹은 그 이전으로 여겨진다. 독산봉수는 『고양군여지승람』에 따르면 양인 15명, 사천 60명 등 모두 75명 내의 봉수군이 복무하던 곳이었다.
독산봉수는 방호벽은 원형에 가까운 모습을 하고 있으며, 연조가 방호벽 바깥쪽에 구축된점이 다른봉수에서 보기 어려운 특이한 모습이다. 방호벽은 둘레 74.6m이고 동서 장축 23m, 남북 단축 22m, 높이는 동쪽이 2.5m, 서쪽이 1.3m로서 동쪽이 약간 높은 편이다. 방호벽에는 4개의 출입시설이 있으며, 방호벽 동남편에 있는 5개의 연조는 흙에 덮여있어 지상에 노출된 구조는 확연하지 않지만 각 연조의 위치가 분명하게 확인될 정도로 잘 남아있다. 방호벽의 서쪽과 남쪽에는 봉수꾼을 위한 숙소와 창고, 우물 등이 있었을 것으로 보이는데 주변에서는 많은 양의 자기편과 도기편이 수습되고 있다.
내지봉수 중 연조가 비교적 온전히 남아있는 곳은 천림산봉수, 포천 독산, 잉읍점봉수 등이 있으며 연변봉수로는 화성 흥천산, 염불산, 해운산, 평택 괴태길곶, 김포 수안산, 강화 망산봉수 정도이다. 그 중에서도 독산봉수는 천림산봉수와 함께 가장 양호한 상태에 속하여 향후 발굴조사가 이루어질 경우 봉수 하부의 거화구조를 밝히는데 기여 할 수 있을 것으로 기대된다.

## 참고 자료
- 고양독산봉수대지 - 국가유산청 국가유산포털